# Rekordy igrzysk panamerykańskich w lekkoatletyce
Rekordy igrzysk panamerykańskich w lekkoatletyce – rekordy igrzysk panamerykańskich w konkurencjach lekkoatletycznych.

## Mężczyźni
| Konkurencja                        | Rezultat  | Zawodnik                                                                             | Miejsce uzyskania | Data                 |
| ---------------------------------- | --------- | ------------------------------------------------------------------------------------ | ----------------- | -------------------- |
| bieg na 100 metrów                 | 10,00     | Kim Collins                                                                          | Guadalajara       | 24 października 2011 |
| bieg na 200 metrów                 | 19,80     | Rasheed Dwyer                                                                        | Toronto           | 23 lipca 2015        |
| bieg na 400 metrów                 | 44,45     | Ronnie Ray                                                                           | Meksyk            | 18 października 1975 |
| bieg na 800 metrów                 | 1:44,25   | Marco Arop                                                                           | Lima              | 10 sierpnia 2019     |
| bieg na 1500 metrów                | 3:36,32   | Hudson de Souza                                                                      | Rio de Janeiro    | 25 lipca 2007        |
| bieg na 5000 metrów                | 13:25,60  | Ed Moran                                                                             | Rio de Janeiro    | 23 lipca 2007        |
| bieg na 10 000 metrów              | 28:08,74  | David Galván                                                                         | Rio de Janeiro    | 27 lipca 2007        |
| maraton                            | 2:09:31   | Christian Pacheco                                                                    | Lima              | 27 lipca 2019        |
| bieg na 110 metrów przez płotki    | 13,07     | David Oliver                                                                         | Toronto           | 24 lipca 2015        |
| bieg na 400 metrów przez płotki    | 47,99     | Omar Cisneros                                                                        | Guadalajara       | 27 października 2011 |
| bieg na 3000 metrów z przeszkodami | 8:14,41   | Wander de Prado Moura                                                                | Mar del Plata     | 22 marca 1995        |
| sztafeta 4 × 100 metrów            | 38,14     | Antigua i Barbuda · Chavaughn Walsh · Daniel Bailey · Cejhae Gteene · Miguel Francis | Toronto           | 24 lipca 2015        |
| sztafeta 4 × 400 metrów            | 2:57,97   | Jamajka · Davian Clarke · Michael McDonald · Danny McFarlane · Gregory Haughton      | Winnipeg          | 30 lipca 1999        |
| chód na 20 kilometrów              | 1:20:17   | Bernardo Segura                                                                      | Winnipeg          | 26 lipca 1999        |
| chód na 50 kilometrów              | 3:47:55   | Carlos Marcenario                                                                    | Mar del Plata     | 24 marca 1995        |
| skok wzwyż                         | 2,40      | Javier Sotomayor                                                                     | Mar del Plata     | 25 marca 1995        |
| skok o tyczce                      | 5,80      | Lázaro Borges                                                                        | Guadalajara       | 28 października 2011 |
| skok o tyczce                      | 5,80      | Shawnacy Barber                                                                      | Toronto           | 21 lipca 2015        |
| skok w dal                         | 8,75      | Carl Lewis                                                                           | Indianapolis      | 16 sierpnia 1987     |
| trójskok                           | 17,89     | João Carlos de Oliveira                                                              | Meksyk            | 15 października 1975 |
| pchnięcie kulą                     | 22,07     | Darlan Romani                                                                        | Lima              | 7 sierpnia 2019      |
| rzut dyskiem                       | 67,68     | Fedrick Dacres                                                                       | Lima              | 6 sierpnia 2019      |
| rzut młotem                        | 80,96     | Ethan Katzberg                                                                       | Santiago          | 4 listopada 2023     |
| rzut oszczepem                     | 87,31     | Anderson Peters                                                                      | Lima              | 10 sierpnia 2019     |
| dziesięciobój                      | 8659 pkt. | Damian Warner                                                                        | Toronto           | 23 lipca 2015        |

## Kobiety
| Konkurencja                        | Rezultat  | Zawodnik                                                                                  | Miejsce uzyskania | Data                 |
| ---------------------------------- | --------- | ----------------------------------------------------------------------------------------- | ----------------- | -------------------- |
| bieg na 100 metrów                 | 10,92     | Barbara Pierre                                                                            | Toronto           | 21 lipca 2015        |
| bieg na 200 metrów                 | 22,43     | Shelly-Ann Fraser-Pryce                                                                   | Lima              | 9 sierpnia 2019      |
| bieg na 400 metrów                 | 49,61     | Ana Fidelia Quirot                                                                        | Hawana            | 5 sierpnia 1991      |
| bieg na 800 metrów                 | 1:58,71   | Ana Fidelia Quirot                                                                        | Hawana            | 8 sierpnia 1991      |
| bieg na 1500 metrów                | 4:05,70   | Mary Decker                                                                               | San Juan          | 13 lipca 1979        |
| bieg na 5000 metrów                | 15:30,65  | Adriana Fernandez                                                                         | Santo Domingo     | 6 sierpnia 2003      |
| bieg na 10 000 metrów              | 31:55,17  | Natasha Wodak                                                                             | Lima              | 6 sierpnia 2019      |
| maraton                            | 2:27:12   | Citlali Cristian                                                                          | Santiago          | 22 października 2023 |
| bieg na 100 metrów przez płotki    | 12,52     | Queen Harrison                                                                            | Toronto           | 21 lipca 2015        |
| bieg na 400 metrów przez płotki    | 53,44     | Daimí Pernía                                                                              | Winnipeg          | 25 lipca 1999        |
| bieg na 3000 metrów z przeszkodami | 9:41,45   | Geneviève Lalonde                                                                         | Lima              | 10 sierpnia 2019     |
| sztafeta 4 × 100 metrów            | 42,58     | Stany Zjednoczone · Barbara Pierre · LaKeisha Lawson · Morolake Akinosun · Kailyn Whitney | Toronto           | 25 lipca 2015        |
| sztafeta 4 × 400 metrów            | 3:23,35   | Stany Zjednoczone · Diane Dixon · Rochelle Stevens · Valerie Brisco-Hooks · Denean Howard | Indianapolis      | 16 sierpnia 1987     |
| chód na 20 kilometrów              | 1:28:03   | Sandra Arenas                                                                             | Lima              | 4 sierpnia 2019      |
| chód na 50 kilometrów              | 4:11:12   | Johana Ordóñez                                                                            | Lima              | 11 sierpnia 2019     |
| skok wzwyż                         | 1,96      | Coleen Sommer                                                                             | Indianapolis      | 13 sierpnia 1987     |
| skok o tyczce                      | 4,85      | Yarisley Silva                                                                            | Toronto           | 23 lipca 2015        |
| skok w dal                         | 7,45      | Jackie Joyner-Kersee                                                                      | Indianapolis      | 13 sierpnia 1987     |
| trójskok                           | 15,11     | Yulimar Rojas                                                                             | Lima              | 9 sierpnia 2019      |
| pchnięcie kulą                     | 19,55     | Danniel Thomas-Dodd                                                                       | Lima              | 9 sierpnia 2019      |
| rzut dyskiem                       | 66,58     | Yaimé Pérez                                                                               | Lima              | 6 sierpnia 2019      |
| rzut młotem                        | 75,62     | Yipsi Moreno                                                                              | Guadalajara       | 24 października 2011 |
| rzut oszczepem                     | 65,85     | Osleidys Menéndez                                                                         | Winnipeg          | 25 lipca 1999        |
| siedmiobój                         | 6332 pkt. | Yorgelis Rodríguez                                                                        | Toronto           | 25 lipca 2015        |